# Rhododendron ferrugineum
Rhododendron ferrugineum es un arbusto de la familia de las ericáceas.

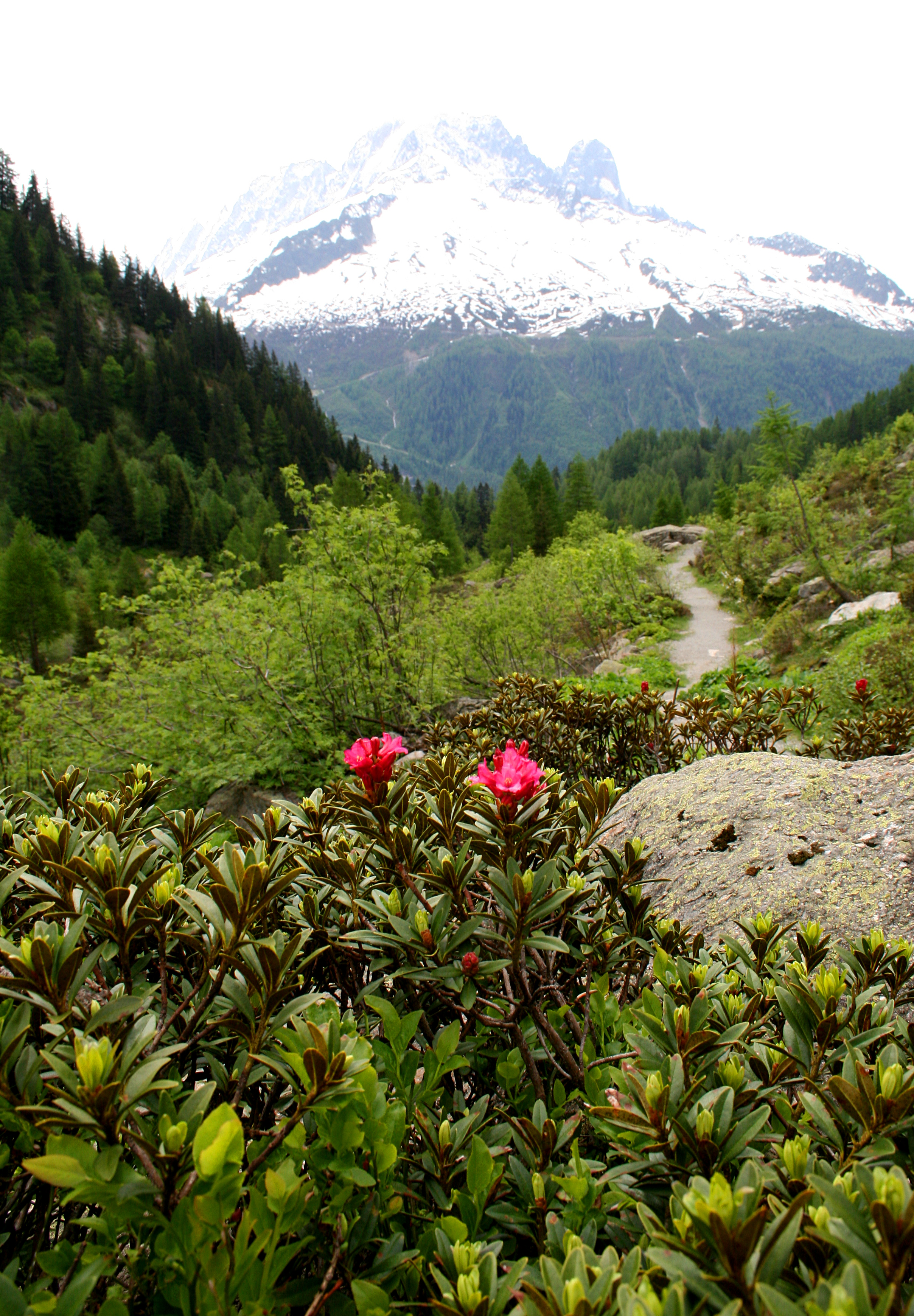
Rhododendron ferrugineum en los Alpes franceses.

## Caracteres
Arbusto perennifolio, muy ramificado, de 0,5 a 1,5 m de alto, generalmente bajo. Tiene hojas elípticas, coriáceas, de 2-4 cm, verdes oscuras por el haz y con el envés cubierto de escamas de aspecto pulverulento y de color herrumbre (de ahí su nombre ferrugineum), con el margen entero y algo revuelto, aromáticas. Florece en verano, de junio a agosto, según la altitud.  Las flores, rosadas y acampanadas, desprovistas de cáliz, aparecen en espigas terminales de pocas flores, provistas de brácteas escariosas.  La corola, de color rosa vivo tiene 5 pétalos soldados en la base, que forma un corto tubo.  El androceo está formado por 10 estambres que sobresalen del tubo. El gineceo es un pistilo con ovario súpero. 
El fruto es una cápsula, dehiscente por medio de 5 valvas. Las semillas son muy pequeñas.

## Hábitat y ecología
Crece en alta montaña, en el piso subalpino, en bosques de pino negro formando un sotobosque laxo, y en sus claros. Alcanza muy poco por encima del límite del arbolado, ya en forma dispersa y con porte muy bajo. Es calcífuga estricta, sólo medra en terrenos ácidos, sobre sustrato silíceo, ya sean pizarras o rocas cristalinas como el granito o el gneis. 

## Distribución
Zonas montañosas europeas como los Alpes, los Pirineos, el Jura, norte de los Apeninos y Cárpatos.

## Taxonomía
Rhododendron ferrugineum fue descrita por Carlos Linneo y publicado en Species Plantarum 1: 392. 1753.
Etimología
Rhododendron: nombre genérico que deriva de las palabras griegas ῥόδον, rhodon = "rosa" y δένδρον, dendron  = "árbol".
ferrugineum: epíteto latino que significa "color óxido".
Sinonimia
- Azalea hirsuta (L.) Kuntze
- Chamaerhododendron hirsutum Bubani
- Plinthocroma ferrugineum Dulac[7]

## Nombres comunes
- Castellano: azalea, azalea de montaña, bujo, la-rosa, laurel rosa, laurel-rosa, pentecostera, rododendro, rosa de los Alpes.[8]